# Icterus fuertesi
Icterus fuertesi är en fågel i familjen trupialer inom ordningen tättingar.

## Utbredning och systematik
Fågeln förekommer utmed Mexikos karibiska kust från södra Tamaulipas till södra Veracruz. Den urskildes tidigare ofta som egen art och vissa gör det fortfarande, men inkluderas allt oftare i trädgårdstrupialen (I. spuris).

## Status
Arten har ett stort utbredningsområde och beståndet anses stabilt. Internationella naturvårdsunionen IUCN listar den därför som livskraftig (LC).

## Namn
Fågelns vetenskapliga artnamn hedrar Louis Agassiz Fuertes (1874–1927), amerikansk fågelkonstnär, upptäcktsresande och samlare av specimen.